# الحب تحت المطر (فلم)
الحب تحت المطر هو فيلمٌ مصري أنتج عام 1975.

## طاقم العمل

### أبطال الفيلم
1. ميرفت أمين
2. أحمد رمزي
3. عادل أدهم
4. عماد حمدي
5. ماجدة الخطيب
6. حياة قنديل
7. محمود قابيل
8. صلاح نظمي
9. حمدي أحمد
10. سميرة محسن
11. أحمد الجزيري
12. محمد وفيق
13. عبد المنعم كامل
14. محمود الزهيري
15. فؤاد رضا
16. عبد الغني النجدي
17. حسن حسني
18. محمود رشاد
19. محمود كامل
20. ناهد سمير
21. عبد الحميد أنيس
22. حمدي يوسف
23. نادية عزت
24. كمال سرحان
25. سيف الله مختار
26. سمير رستم
27. حسن موسى
28. نصر الدين مصطفى

### إنتاج
1. أفلام جمال الليثي   (الإنتاج)
2. محمد حجاج (مدير الإنتاج)
3. جمال الليث   (منتج)

### إخراج
1. حسين كمال (مخرج)
2. حسن إبراهيم   (مخرج مساعد)
3. مها العشري   (سكريبت)

### مونتاج
1. رشيدة عبد السلام  (مونتير)
2. محمد الزرقا (مركب الفيلم)
3. مارسيل صالح (نيجاتيف)

### تأليف
1. نجيب محفوظ (مؤلف)
2. ممدوح الليثي   (سيناريو وحوار)

### معمل
1. استديو مصر (الطبع والتحميض)
2. سامي حسن (مدير المعمل)

### توزيع
1. المتحدة للسينما (صبحي فرحات) (التوزيع الخارجي)
2. أفريكور (التوزيع الداخلي)

### تصوير
1. كمال كريم   (مدير التصوير)

### صوت
1. نصري عبد النور   (كبير مهندسي الصوت)

### موسيقى
1. طارق شرارة (موسيقى تصويرية)

### جرافيكس
1. الشحري (المقدمة)

### ديكور
1. ستديو نحاس (النيل)   (المناظر الداخلية)

## وصلات خارجية
- مقالات تستعمل روابط فنية بلا صلة مع ويكي بيانات